# Pies Descalzos
Pies Descalzos – trzeci album kolumbijskiej piosenkarki Shakiry. Został wydany 6 października 1995 roku. Promował go singiel Estoy Aquí.

## Lista utworów
| nr  | Tytuł                            | Czas Trwania |
| --- | -------------------------------- | ------------ |
| 1.  | "Estoy aquí"                     | 3:52         |
| 2.  | "Antologia"                      | 4:14         |
| 3.  | "Un poco de amor"                | 4:01         |
| 4.  | "Quiero"                         | 4:10         |
| 5.  | "Te necesito"                    | 4:00         |
| 6.  | "Vuelve"                         | 3:53         |
| 7.  | "Te espero sentada"              | 3:24         |
| 8.  | "Pies descalzos, sueños blancos" | 3:25         |
| 9.  | "Pienso en ti"                   | 2:25         |
| 10. | "¿Dónde estás corazón?"          | 3:51         |
| 11. | "Se quiere, se mata"             | 3:38         |

## Sukcesy
1. Estoy Aqui – Nr. 2 w Ameryce Południowej, nr. 5 w Hiszpanii
2. ¿Donde estas corazon? – Nr. 5 w Ameryce Południowej
3. Se quiere... se mata – Nr. 9 w Ameryce Południowej
4. Antología – Nr. 15 w Ameryce Południowej